# Родригеш, Диего (футболист, 2005)
Диего Энрике Оливейра Родригеш (порт. Diego Henrique Oliveira Rodrigues, род. 24 мая 2005, Гимарайнш) — португальский футболист, полузащитник клуба «Брага».

## Клубная карьера
Родригеш — воспитанник клуба «Брага». В 2023 году игрок дебютировал за дублирующий состав. 4 января 2025 года в матче против «Бенфики» он дебютировал в Сангриш лиге.